# Păru Rotund, Teleorman
Păru Rotund este un sat în comuna Nenciulești din județul Teleorman, Muntenia, România.